# Trecia
Trecia ist ein weiblicher Vorname.

## Herkunft und Bedeutung
Der Name wird selten im englischen Sprachraum verwendet und ist eine Variante von Tricia, das wiederum eine Kurzform von Patricia ist.
Weitere Varianten sind Pat, Patsy, Patti, Pattie, Patty, Trish, Trisha, Trecia, Tresha. 

## Bekannte Namensträgerinnen
- Trecia Smith (* 1975), jamaikanische Dreispringerin